# Thinophilus russelli
Thinophilus russelli är en tvåvingeart som beskrevs av Charles Howard Curran 1927. Thinophilus russelli ingår i släktet Thinophilus och familjen styltflugor. Inga underarter finns listade i Catalogue of Life.